# Трисилиламин
Трисилиламин — неорганическое соединение,
кремниевый аналог триметиламина с формулой (SiH3)3N,
бесцветная жидкость,
устойчив при комнатной температуре,
самовоспламеняется на воздухе.

## Получение
- Реакция бромсилана или хлорсилана с сухим аммиаком:

{\displaystyle {\mathsf {3SiH_{3}Br+4NH_{3}\ {\xrightarrow {}}\ (SiH_{3})_{3}N+3NH_{4}Br}}}

## Физические свойства
Трисилиламин образует бесцветную жидкость,
устойчив при комнатной температуре,
самовоспламеняется на воздухе.